# Jan Mathiasen
 Jan Dupont Mathiasen (ur. 9 maja 1957 we Fredericii), duński żeglarz sportowy, brązowy medalista olimpijski z Seulu.
Startował w klasie Soling. Zawody w 1988 były jego drugimi igrzyskami olimpijskimi, wcześniej brał udział w IO 84 (12. miejsce). W Seulu załogę tworzyli również Jesper Bank i Steen Secher.